# 11778 Kingsford Smith
11778 Kingsford Smith (4102 T-3) là một tiểu hành tinh vành đai chính.